# Ioan Slavici

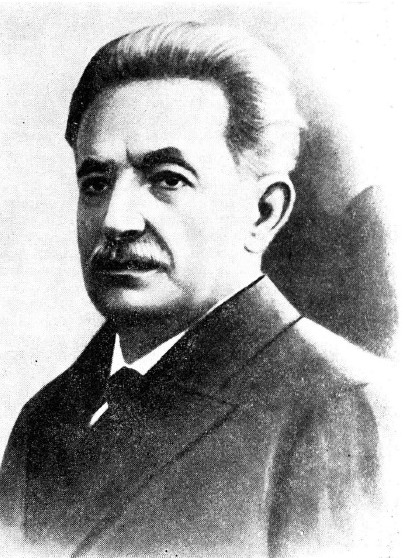
Ioan Slavici

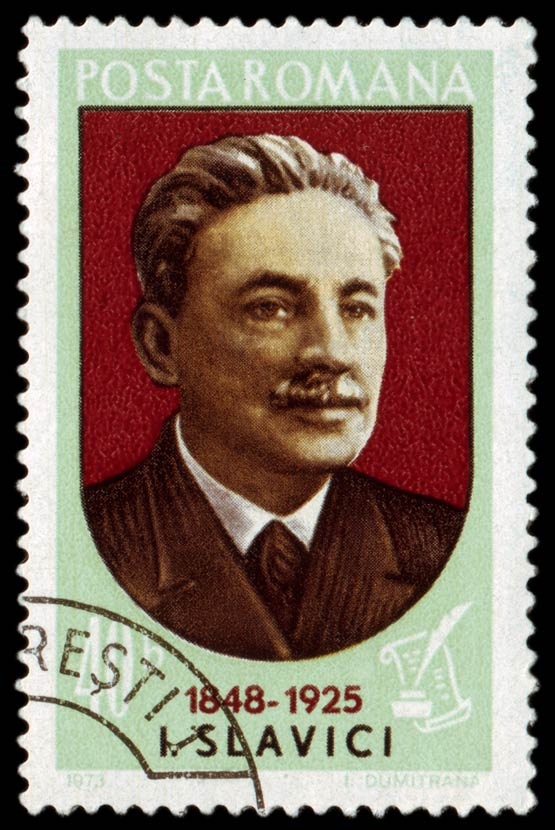
Ioan Slavici (rumänische Briefmarke 1973)

Ioan Slavici (* 18. Januar 1848 in Șiria, Rumänien; † 17. August 1925 in Panciu, Crucea de Jos) war ein rumänischer Schriftsteller und Journalist.

## Leben
Slavici wurden in dem Dorf Vilagos (heute Șiria), nahe Arad, in jenem 1848er Revolutionsjahr geboren, das weitreichende Auswirkungen auch in Transsylvanien (später ein Teil des Habsburger Reiches) zeitigte. Bis 1868 besuchte Slavici verschiedene Schulen in Transsylvanien (unter anderem das Piaristengymnasium in Timișoara), wo entweder in ungarischer oder deutscher Sprache unterrichtet wurde; Unterricht in rumänischer Sprache war untersagt. Nachdem er sein Studium beendet hatte, verließ er Transsylvanien und ging nach Budapest, wo er beabsichtigte Rechtswissenschaften zu studieren. Im folgenden Jahr zwangen ihn jedoch finanzielle Schwierigkeiten, nach Hause zurückzukehren und eine Anstellung als Notar anzunehmen. Während dieser Beschäftigung sparte Ioan Slavici das Geld, das ihm helfen sollte, sein Studium fortzusetzen.
1871 ging er im Zuge seines Wehrdienstes nach Wien. Dies war ein entscheidender Moment im Leben des zukünftigen Autors, da er dort die Gelegenheit hatte, den bedeutendsten rumänischen Dichter, Mihai Eminescu, zu treffen, der an der Wiener Universität studierte. Beide wurden sehr gute Freunde und Eminescu regte Slavici in der Entwicklung seines Stils an und unterstützte ihn bei seinen Arbeiten. Im gleichen Jahr hatte Slavici sein literarisches Debüt in „Convorbiri Literare“, dem Sprachrohr der Junimea Gesellschaft in Iași.
1872 musste Slavici sein Studium erneut wegen finanzieller Schwierigkeiten unterbrechen. Zwei Jahre später zog er nach Iași, wo er an der Versammlungen der Juni teilnahm. Sein erstes Buch, „Novele din popor“, eine Sammlung von Kurzgeschichten, wurde 1881 veröffentlicht. Darin enthalten waren „Moara cu noroc“ und „Budulea Taichii“, zwei seiner weithin bekanntesten Arbeiten.
Ende der 1870er Jahre wurde er zu einem der prominentesten Vertreter des rumänischen Antisemitismus und veröffentlichte zahlreiche Artikel, in denen er sich gegen die Emanzipation der Juden aussprach, welche die europäischen Mächte seit dem Berliner Kongress von Rumänien verlangten. 1878 veröffentlichte er eine judenfeindliche Schrift („Sol“ și „Haben“. Cestiunea ovreilor în România), in welcher er unter anderem zur gewaltsamen Verfolgung von Juden aufrief. Der Abschlussbericht der Internationalen Kommission zur Erforschung des Holocaust in Rumänien, bekannt als Wiesel-Kommission, sieht in Slavici einen entscheidenden Wegbereiter des gewalttätigen Antisemitismus im Rumänien des zwanzigsten Jahrhunderts.
1882 wurde er zum Mitglied der rumänischen Akademie gewählt. 1884 ging Slavici zurück nach Transsylvanien und wurde aktiv in die nationale rumänische Bewegung mit einbezogen und diente als Mitglied des Zentralausschusses der Rumänischen Nationalpartei, dem wichtigsten politischen Forum der Rumänen in der Region. Ungarische Behörden verurteilten Slavici für seine nationalistische Einstellung zu einem Jahr Gefängnis. Dieses war dar erste von vielen kurzen Aufenthalten im Gefängnis im Leben Slavicis, obgleich einige von ihnen nichts mit Prozessen gegen seine journalistischen Mitstreiter zu tun hatten.
Sechs Jahre später zog er nach Bukarest, wo er 1894 anfing, die ersten Teile seines berühmtesten Romans, „Mara“, zu veröffentlichen. Dieser wurde zwölf Jahre später als Einzel-Ausgabe herausgegeben. In diese Zeit fällt auch seine Tätigkeit als Herausgeber der Zeitschrift „Vatra“, die er neben George Coșbuc und Ion Luca Caragiale publizierte.
1909 begann Slavici seine Arbeit für die Pro-Deutsche Zeitung „Ziua“. Mit dem Ausbruch des Ersten Weltkriegs brachte ihn seine Haltung in Konflikt mit anderen Intellektuellen, die die Triple-Entente unterstützten. Am 14. August 1916 trat Rumänien der Entente bei, mit der Folge, dass ein Großteil des rumänischen Gebietes, inklusive Bukarests, von den deutschen, österreichisch-ungarischen und bulgarischen Truppen im Winter 1916 besetzt wurde. Die rumänische Regierung suchte Schutz in Iași, während die Mittelmächte ein Besatzungsregime für die besetzten Gebiete errichteten. Slavici arbeitete mit der Militärverwaltung zusammen und wurde als Herausgeber des Amtsblattes, der Bucharest Gazette, angestellt. Nach dem deutschen Rückzug im November 1918 wurde er für seine Kriegstätigkeiten verklagt und verbrachte ein Jahr im Gefängnis, während sein Ansehen unter den Intellektuellen für immer geschädigt blieb.
Slavici starb in Panciu im Kreis Vrancea.

## Werke in deutscher Übersetzung
- Das Gerede im Dorfe: Novelle. Wien: Wiener Verlag Ernst Sopper und Karl Bauer 1943 (Gura Satului.)
- Die Glücksmühle: Novelle. Leipzig: Reclam 1945 (Moara cu noroc: nuvela.)
- Die Fee der Morgenröte. Bukarest: Jugendverlag des ZK d. VdWJ 1953
- Novellen. Bukarest: Verlag Das Buch 1955
- Geschichten. Bukarest: Jugendverlag 1957
- Mara: Roman. Berlin: Aufbau-Verlag 1960
- Novellen aus dem Volk. Bukarest: Literatur-Verlag 1961; und Verlag Philipp Reclam jun. Leipzig, Reclams Universal-Bibliothek Band 363; 1976
- Mutters Ion. Bukarest: Jugendverlag o. J. [1963]
- Floritza, das Waldmädchen. Bukarest: Kriterion-Verlag 1973
- Der gescheite Pacala. Bukarest: Ion-Creanga-Verlag o. J. [1974 +?]
- Das Mädchen aus dem Waldland,  in Rumänische Erzähler, S. 5–218, Zürich: Manesse 1968